# Leo Klaassen
Leo Hendrik Klaassen (ur. 21 czerwca 1920 w Rotterdamie, zm. 24 grudnia 1992 w Rotterdamie) – holenderski ekonomista, profesor uniwersytetu im. Erazma w Rotterdamie. W 1985 r. został członkiem zagranicznym PAN. Otrzymał tytuł doktora honoris causa Uniwersytetu Łódzkiego.